# Die Fliege (1986)
Die Fliege ist ein kanadisch-US-amerikanischer Science-Fiction-Horror-Thriller des kanadischen Regisseurs David Cronenberg nach der gleichnamigen Kurzgeschichte von George Langelaan. Derselbe Stoff wurde bereits 1958 verfilmt, siehe dazu Die Fliege. Der Film war ein finanzieller Erfolg und machte Cronenberg zu einem bekannten und erfolgreichen Regisseur des Body Horror.

## Handlung
Der Wissenschaftler Seth Brundle hat ein Gerät zur Teleportation konstruiert, mit dem er Gegenstände von einem Ort zum anderen versetzen kann. Er lernt die Journalistin Veronica kennen, der er seine Erfindung präsentiert. Bald interessiert sich auch ihr Chef und ehemaliger Liebhaber Stathis Borans für die Story, die Seth Brundle noch geheim halten will, da lebende Versuchstiere sich bisher nicht teleportieren lassen, ohne elendig zu verenden, und auch teleportiertes Fleisch nicht so schmeckt wie es sollte. Veronica begleitet seine Versuche mit der Kamera und die beiden werden ein Paar.
Nach der erfolgreichen Teleportation eines Pavians entschließt sich Seth dazu, sich selbst zu teleportieren, ohne zu bemerken, dass sich eine Fliege mit ihm in der Teleportationsbox befindet. Auf der anderen Seite angekommen verlässt er die Box allein. Anfangs verfügt er über übermenschliche Kräfte und will auch Veronica davon überzeugen sich teleportieren zu lassen, was sie ablehnt. Um eine andere Freundin zu suchen, die sich teleportieren lässt, geht er in eine Kneipe und fordert den Begleiter einer Unbekannten zum Armdrücken auf, was für den Kontrahenten in einer schmerzhaften Niederlage endet. Doch auch die Fremde will sich nicht teleportieren lassen.
Veronica taucht auf, um Seth mitzuteilen, dass die Borsten auf seinem Rücken laut Laboranalyse nicht menschlich sind. Auch Seth beginnt sich Sorgen zu machen, da sich seine Haut verändert und ihm die Fingernägel ausfallen, und befragt seinen Computer. Dieser zeigt an, dass ein Mensch und eine Stubenfliege teleportiert wurden, die der Computer zu einem Wesen verschmolzen hat, so dass Brundle nun anteilig die DNS einer Fliege hat.
Seths Mutation beschleunigt sich zunehmend und er verliert er Körperteile wie Ohren, Geschlechtsteil und Zähne. Nahrung kann er nur noch aufnehmen, indem er eine Verdauungsflüssigkeit auf sein Essen spuckt. Veronica bemerkt, dass sie schwanger ist, wobei nicht klar ist, ob das Kind vor oder nach der Teleportation entstanden ist. Da Brundle kaum noch menschliche Züge besitzt und kein Mitgefühl für andere Menschen mehr verspürt, möchte sie das Kind nicht austragen.
Seth ist Veronica gefolgt und entführt sie aus dem Krankenhaus, wo die Abtreibung vorbereitet wurde. Sein Ziel ist es, den Anteil seiner menschlichen DNA wieder zu erhöhen, indem er sich und Veronica durch Teleportation genetisch verbindet. Vergeblich versucht sie sich zu wehren, während das Fliegenmonster rasant seine Erscheinung verändert. Besessen von der Idee, mit ihr und dem Kind zu einem einzigartigen, völlig neuen Geschöpf zu verschmelzen, schließt er Veronica in eine Teleportationsbox ein. Stathis versucht sich ihm in den Weg zu stellen, doch das Fliegenmonster amputiert ihm mittels Verdauungssekret eine Hand und einen Fuß. Der Countdown für die Teleportation nähert sich dem Ende und Seth begibt sich in seine Box, als es Stathis gelingt, die Verbindungskabel zur Box mit einem Gewehr zu zerschießen. Die Brundlefliege durchbricht das Glas Box, wird aber in diesem Moment teleportiert, mit der Box selbst verschmolzen und kriecht extrem entstellt aus der anderen Teleportationsbox. Veronica nimmt das Gewehr und erschießt weinend das Wesen, nachdem es sich selbst die Waffe an den Kopf geführt und sie flehend angesehen hat.

## Entstehung

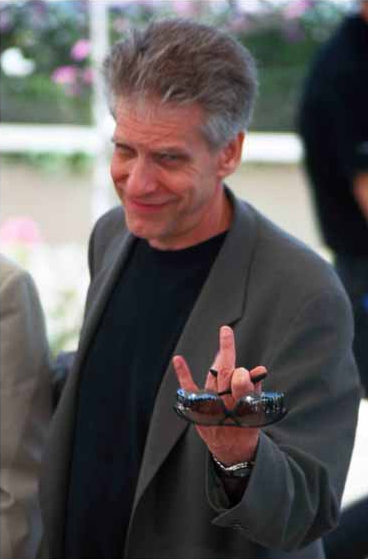
Regisseur David Cronenberg

Mel Brooks’ Produktionsfirma Brooksfilms finanzierte den Film nach langen Verhandlungen mit 20th Century Fox, während Fox den Verleih übernahm. Die Produktionsvorbereitung dauerte über zwei Jahre.  Die Umsetzung begann, als im Vorstand von 20th Century Fox eine personelle Umstrukturierung stattfand. Während dieser turbulenten Phase war Die Fliege einer der wenigen in Planung befindlichen Filme, die nicht dem Rotstift zum Opfer fielen. Nachdem man Robert Bierman als Regisseur verpflichtet hatte, auf den der Produzent Stuart Cornfeld durch den Kurzfilm The Rocking Horse Winner aufmerksam geworden war, kam die Tochter von Bierman bei einem Arbeitsunfall ums Leben, weshalb Bierman aus der Produktion ausstieg. Gleichzeitig stieg Cronenberg aus der Produktion von Total Recall aus und übernahm die Regie von Die Fliege. Cronenberg verlangte eine Gage von 750.000 Dollar und erhielt nach Verhandlungen mit Barry Diller, einem Manager von 20th Century Fox, sogar eine Million Dollar. Zusammen mit Charles Edward Pogue schrieb er das Drehbuch um und realisierte den Film.
Die Dreharbeiten fanden mit Cronenbergs eigenem Filmteam in Toronto statt, u. a. im Stadtteil Kensington Market in Toronto. Etliche seiner bisherigen Spielfilme hatte Cronenberg szenenweise oder komplett in seiner kanadischen Heimatstadt Toronto gedreht.
Die Filmmusik spielte das London Philharmonic Orchestra ein.
Als Tiertrainer diente das Team von Steve Martin’s Working Wildlife.
Während sich der erste Film von 1958 ziemlich werktreu an die literarischen Vorlage hält, stellt der zweite Film von 1986 eine freie Interpretation dar. Im Gegensatz zur ersten Verfilmung wird die Mutation hier als kontinuierlicher Prozess dargestellt und Brundle verliert nicht nur das menschliche Aussehen, sondern auch seine Psyche verändert sich. Im Gegensatz zum Original empfindet er die Veränderungen zunächst als positiv. Für Cronenberg war es wichtig, dass sich der Wissenschaftler präzise artikuliert, um den Prozess seiner Mutation für die Zuschauer erfahrbar zu machen. Deshalb entsteigt Brundle dem Teleporter nicht sofort als vollständiger Fliegenmensch, stattdessen wird man Zeuge seiner allmählichen körperlichen und seelischen Veränderung. Im Laufe der Verwandlung verliert Brundle seine Stimme, weshalb er seinen sprachgesteuerten Computer nicht mehr bedienen kann und seine heile Welt in sich zusammenstürzt. Mit diesem Spannungsbogen wollte Cronenberg Tragik erzeugen und den Zuschauer berühren. Außerdem vergleicht Cronenberg die Liebesgeschichte zwischen Brundle und Veronica Quaife mit dem Volksmärchen Die Schöne und das Biest.

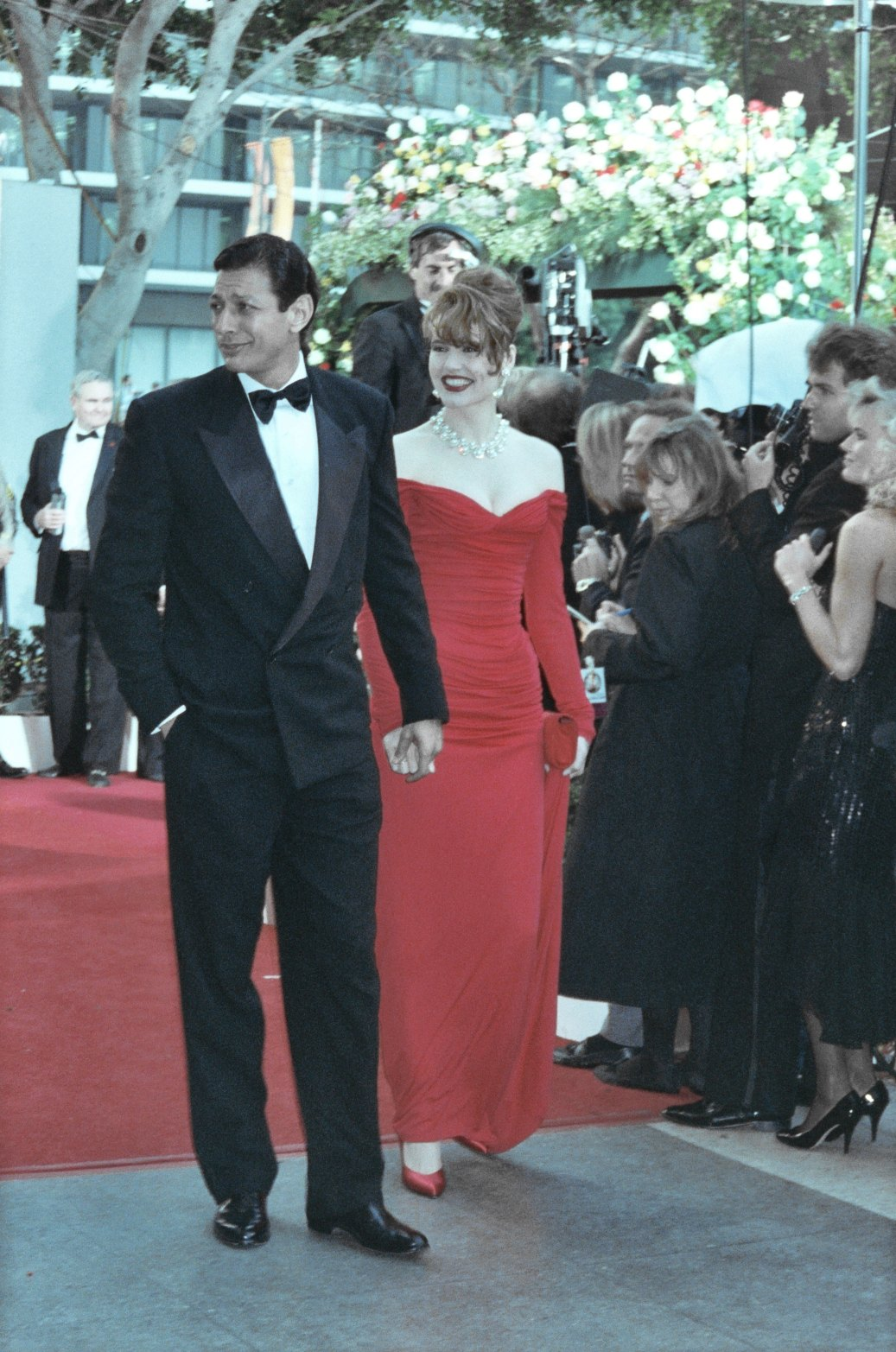
Hauptdarsteller Jeff Goldblum und Geena Davis

Der Film besteht aus einer kleinen Besetzung mit den drei Hauptfiguren Seth Brundle, Veronica Quaife und Stathis Borans, ergänzt durch einen Pavian. In Die Fliege gestaltete David Cronenberg das Verhältnis zwischen den drei Hauptfiguren als Dreiecksbeziehung. Für die charakterliche Gestaltung von Brundle zog Cronenberg Inspiration aus dem Buch Die Doppelhelix von James Watson, in Bezug auf dessen exzentrisches Wesen. Den Nachnamen Brundle entlehnte Cronenberg, der Fan von Motorsport ist, dem Rennsportfahrer Martin Brundle. Ironischerweise schildert Brundle auf dem Beifahrersitz der Journalistin, dass ihm in Autos schlecht wird und er durch sein Projekt seine Reisekrankheit umgehen will. Die Figur des überheblichen Publizisten Stathis Borans wurde nach Lou Stathis benannt, dem Herausgeber des Fantasy-Comic-Magazins Heavy Metal, da Stathis das filmische Schaffen von Cronenberg häufig positiv besprach. Nachdem Cronenberg John Getz im Thriller Blood Simple – Eine mörderische Nacht gesehen hatte, engagierte er ihn für die Rolle von Borans. Bei dem kräftigen Kerl, gegen den Brundle im Armdrücken antritt, handelt es sich um den Schwergewichtsboxer George Chuvalo, denn neben Motorsport gehört auch Boxsport Cronenbergs Leidenschaften. Der Schmuckhändler, der Brundle die Halskette für Veronica verkauft, ist der Requisiteur des Films.
Um dem Film Düsternis zu verleihen und zur Erzeugung von Angst setzte Kameramann Mark Irwin optische Kontraste wie helle und dunkle Beleuchtung oder tiefe Schatten ein. was in der Szene zur Geltung kommt, als Brundle in seinem nachtdunklen Loft  Turnübungen macht und im Hintergrund durch mehrere Fenster ein gleißendes Licht dringt. Für die Szene, in der Brundle akrobatische Kunststücke vollführt, wurden Turner als Double engagiert. Mit dieser Einstellung wollte Cronenberg die Agilität, Stärke und Flinkheit einer Fliege zum Ausdruck bringen.
In ersten Zeichnungen sahen die Teleporter wie Duschkabinen beziehungsweise Telefonzellen aus, was verworfen wurde. In seiner heimischen Garage hatte Regisseur Cronenberg ein Motorrad des Modells Ducati 450 Desmo, das ihn und Kulissen-Designerin Carol Spier auf die Idee brachte, den Teleportern das Aussehen von zwei Zylinderkolben mit Kühlrippen zu geben. Zur Veranschaulichung baute das Team den Motor von Cronenbergs Motorrad aus und in einem größeren Maßstab nach. Im Inneren der Teleporter verwendete das Team einen blauen Argon-Laser. Nach den Dreharbeiten wurde der Teleporter als Requisite für Ausstellungen nach Tokio, Thessaloniki und Paris verschickt und im Royal Ontario Museum in Toronto ausgestellt, der Heimatstadt Cronenbergs. Für die wissenschaftlich anmutenden Grafiken, die über den Computerbildschirm laufen, verwendete der Designer Lee Wilson die Zeichenprogramme NEOchrome und Degas Elite auf einem Atari 1040 STE.
Das Filmteam kam ohne Spezialeffekte aus dem Computer aus; alle Masken und Effekte basieren auf Handarbeit und wurden von Chris Walas Inc. und Les Productions de l’Intrigue Inc. umgesetzt. Designer Chris Walas entwarf auch die Gremlins. Für die Szene, in der ein Pavian nach einer Fliege schlägt, band man eine Fliege an eine Angelschnur und führte sie mit einer Angelrute ins Gesicht des Pavians, um ihn nach ihr schlagen zu lassen. Für den fertigen Film wurde die Angelschnur per Hand wegretuschiert.  Die Szene, in der Brundle wie eine Fliege an Wand und Zimmerdecke entlang krabbelt, realisierte Konstrukteur Kirk Cheney durch eine sich um die eigene Achse drehende Filmkulisse. Dazu wurde die Küchenkulisse mit Kühlschrank und Spüle in eine riesige Abwasserröhre eingebaut und gemeinsam mit dem Küchengeschirr und der Kamera fixiert. Die Idee dafür lieferten Cronenberg der Film Königliche Hochzeit, in dem Fred Astaire über die Wand zur Decke tanzt, und der surreale Film Die Stunde des Wolfs von Ingmar Bergman, in dem ein Mann an Wand und Decke entlanggeht. Das Knochenfragment im offenen Bruch, den Gegner Marky beim Armdrücken erleidet, bestand aus Fiberglas und wurde unter aufreißender Latexhaut am Unterarm des Darstellers angebracht. Brundles zerplatzende Augen bestanden aus mit verdünntem K-Y Jelly und Speisefarbe gefüllten Kondomen, die mit Angelschnüren zerrissen wurden. In Bezug auf das Fliegenmonster kommen Methoden der Animatronic zum Einsatz. Dabei bedienten neun Puppenspieler das Fliegenmodell. Am Bau des menschengroßen Fliegenkopfs war Spezialeffekte-Künstlerin Kelly Lepkowsky beteiligt. Für die Szene, wenn sich das Fliegenmonster aus dem kaputten Teleporter befreit, kamen kleine Feuerwerkskörper, sogenannte Squibs, zum Einsatz. Für die Szene, in der das Fliegenmonster Gegenspieler Borans die Hand verätzt, verwendete man eine Handskulptur aus mehreren Wachsschichten, die unter einem Heißluftgebläse zum Schmelzen gebracht wurde. Da die Wachshand mehrere Minuten zum Schmelzen benötigte, wurde die aufgenommene Szene von Hoyt Yeatman, Fachmann für Visuelle Effekte, überlagert und beschleunigt. Einen ähnlichen Trick wurde im Abenteuerfilm Indiana Jones angewendet, als der Kopf des Bösewichts durch geisterhafte Kräfte zerfließt. Die zersetzende Flüssigkeit, die Brundle auf Nahrungsmittel speit, um Lebensmittel verzehren zu können, bestand aus einer Mischung aus Eiern, Honig und Milch.
In einer Urfassung sah das Drehbuch vor, dass das Fliegenmonster den abgetrennten Fuß seines Widersachers Stathis Borans auffrisst. Aus Zeitgründen konnte diese Szene, die man im Dokumentarfilm Fear of the Flesh: The Making of The Fly sehen kann, nicht im endgültigen Film verwendet werden. In einer Urfassung experimentiert Brundle mit kreatürlicher Verschmelzung, indem er eine Katze und einen Pavian fusionierend in einen dritten Teleporter überträgt. Da ihn jedoch das daraus entstehende aggressive Geschöpf angreift, erschlägt Brundle es mit einem Rohr. Ferner ist der Szene zu sehen, wie dem entstellten Brundle ein großer Fliegenarm aus der linken Bauchseite wächst und er diesen abbeißt und vom Dach wirft. Diese Szene kam beim Testpublikum nicht gut an, weshalb sie entfernt wurde. Sie ist jedoch im Bonusmaterial der Blu-ray zu finden. Ein alternatives Filmende sah vor, dass Veronica mit Borans im Bett liegt und träumt, wie in ihrem Körper aus einem weißen Kokon ein Baby mit blauen Schmetterlingsflügeln schlüpft und einem hellen Licht entgegenfliegt. Auch diese verworfene Szene, die eine mögliche Überleitung zur Fortsetzung Die Fliege 2 darstellt, ist im Bonusmaterial der Blu-ray zu finden.

## Veröffentlichung
Die Fliege kam am 15. August 1986 in die US-amerikanischen Kinos. In deutschen Kinos lief er am 8. Januar 1987 an.
Mit einem Budget von 15 Millionen US-Dollar und einem Einspielergebnis von 38 Millionen US-Dollar in den US-amerikanischen Kinos wurde der Film für die Produzenten zu einem großen finanziellen Erfolg und machte David Cronenberg zu einem der bekanntesten und erfolgreichsten Regisseure des Body Horror.
Die Fliege gehört zu den kommerziell erfolgreichsten Filmen von Cronenberg. Bei Erscheinen stieg er auf Platz 1 in den amerikanischen Kinocharts ein und verharrte zwei Wochen auf der Spitzenposition. Acht Wochen lang blieb der Film in den Top Ten der US-Kinocharts. Es war der Film Top Gun, der Die Fliege von Platz eins verdrängte. Für Top Gun hatte Cronenberg ebenfalls die Regie angeboten bekommen.

## Synchronisation
Die deutsche Synchronisation entstand im Auftrag der Berliner Synchron GmbH, für die Dialogregie und das deutsche Dialogbuch war Andreas Pollak verantwortlich.
| Figur           | Darsteller       | Deutscher Sprecher |
| --------------- | ---------------- | ------------------ |
| Seth Brundle    | Jeff Goldblum    | Joachim Kunzendorf |
| Veronica Quaife | Geena Davis      | Sabine Thiesler    |
| Stathis Borans  | John Getz        | Wolfgang Kühne     |
| Tawny           | Joy Boushel      | Sabine Sebastian   |
| Dr. Cheevers    | Leslie Carlson   | Joachim Nottke     |
| Geburtshelfer   | David Cronenberg | Reinhard Kuhnert   |

## Rezeption
Die Fliege gilt als Genreklassiker, was sich auch in den Auswertungen US-amerikanischer Aggregatoren widerspiegelt. So erfasst Rotten Tomatoes fast ausschließlich wohlwollende Besprechungen und ordnet den Film dementsprechend als „Verbrieft Frisch“ ein. Metacritic ermittelt aus den vorliegenden Bewertungen „Einhelliges Lob“. Und They Shoot Pictures, Don’t They? zählt den Film zu den angesehensten Werken der Filmgeschichte.

„Ich wünschte, dass heutige Horrorfilme Die Fliege als Vorlage nehmen würden.“

„Aber das, was David Cronenberg aus der ‚Fliege‘ gemacht hat, scheint mir eine neue Stufe krankhafter Phantasie. Hier ist eine Stufe erreicht, die mich nötigt, nach einem Verbot dieses und ähnlicher antimenschlicher Werke zu schreien. Wenn ich allein schon lese, daß Cronenberg für diesen Irrsinn alles in allem 15 Millionen Dollar zur Verfügung standen, wird mir speiübel.“

„Cronenberg spielt hier geschickt mit der menschlichen Abscheu vor Insekten und verzichtet bei seiner dramaturgisch durchdachten Story auch nicht auf Ekeleffekte.“

„Cronenbergs Film […] bewegt sich in der naturalistischen Darstellung des bestürzenden, ekelhaften Verwandlungsprozesses auf einem schmalen Grat zwischen Abscheu und Faszination; die konsequent gesteigerte Spannungsdramaturgie, der Einsatz perfekter filmischer Mittel und verblüffender maskenbildnerischer Fähigkeiten sowie die symbolisch anmutende, eindrucksvoll durchkomponierte Filmmusik machen ihn unter cineastischen Gesichtspunkten zu einem ‚Leckerbissen‘.“

Viele Rezipienten interpretieren die Handlung als Auseinandersetzung mit dem damals beherrschenden Thema Aids, wenn sich der allmählich erkrankende Brundle im Badezimmerspiegel betrachtet und ihm die Fingernägel ausfallen. Cronenberg möchte diese Interpretation weiter fassen, sodass sich sein Film unterschwellig allgemein, auf metaphorischer Ebene, mit dem Altern  und allen Krankheiten befasst, die Körper und Geist befallen, und dem unausweichlichen Tod allen Lebens.
Ein englischsprachiges Filmplakat wirbt mit dem Slogan „Be afraid. Be very afraid“. Dabei handelt es sich um einen Satz von Veronica, nachdem sie Brundle im Bett mit einer unbekannten Frau aus einer Kneipe ertappt. Der Spruch ging im englischsprachigen Raum als Redewendung in die Alltagssprache ein. In der deutschen Synchronisation sagt Veronica in der Szene jedoch in Bezug auf den Teleporter: „Lass sie. Mach es nicht. Es ist besser, wenn sie Angst hat.“

## Auszeichnungen
Für die drastischen Body-Horror-Effekte wurden die Maskenbildner Chris Walas und Stephan Dupuis 1987 in der Kategorie Bestes Make-up mit dem Oscar ausgezeichnet.
Im selben Jahr gewann der Film drei Saturn Awards: Jeff Goldblum wurde als bester Darsteller ausgezeichnet, Chris Walas für das beste Make-up und der Film als bester Horrorfilm.

## Fortsetzung
Auch zu dieser Neuverfilmung gibt es wie beim Original des Films eine Fortsetzung. 1989 inszenierte Chris Walas den Film Die Fliege 2, der jedoch weder kommerziell noch künstlerisch an den ersten Teil anknüpfen konnte.

## Oper
Im Februar 2007 kündigte Plácido Domingo an, dass die Oper Los Angeles – deren Generaldirektor er ist – und das Théâtre du Châtelet in Paris eine Opernfassung des Filmes produzieren würden. Die Musik stammt wie im Film von Howard Shore, das Libretto schrieb David Henry Hwang, Autor des von Cronenberg verfilmten Theaterstücks M. Butterfly. Die Welturaufführung fand am 2. Juli 2008 mit Domingo als Dirigent und Cronenberg als Regisseur in Paris statt, die US-Premiere am 7. September 2008 in Los Angeles. Die deutsche Erstaufführung erfolgte am 18. Januar 2014 am Theater Trier mit Joongbae Jee als Dirigent und Sebastian Welker als Regisseur.

## Verschiedenes
- Ursprünglich beabsichtigte Produzent Mel Brooks, die Rolle des Wissenschaftlers Seth Brundle mit Pierce Brosnan zu besetzen.[4] Stattdessen war der Film der erste große Leinwanderfolg von Jeff Goldblum.Ursprünglich war Pierce Brosnan für die Rolle des Wissenschaftlers Seth Brundle vorgesehen.

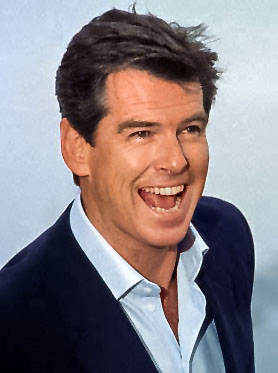
Ursprünglich war Pierce Brosnan für die Rolle des Wissenschaftlers Seth Brundle vorgesehen.

- In seiner Jugend las David Cronenberg gerne Sachbücher über Insekten.
- Bei den Dreharbeiten lernte Cronenberg etliche Mitarbeiter kennen, mit denen er fortan weitere Filme verwirklichte, etwa die Produktionsdesignerin Carol Spier.[4]
- Jeff Goldblum und Geena Davis verliebten sich bei den Dreharbeiten und heirateten kurze Zeit später. Goldblum und Davis hatten bereits gemeinsam für die Filme Transylvania 6-5000 und Zebo, der Dritte aus der Sternenmitte vor der Kamera gestanden.[4]
- Goldblum ist Pianist, was man in der Szene erlebt, in der Brundle der Journalistin Veronica Quaife an einem Klavier etwas vorspielt.[6]
- Nach den Dreharbeiten behielt der Schauspieler John Getz den abgetrennten Fuß samt Schuh als Andenken und bewahrte ihn in seinem Kühlschrank auf. Als sich das in seiner Nachbarschaft herumsprach, klingelten regelmäßig Kinder an seiner Haustür, die das blutige Filmrequisit sehen wollten, was John Getz toll fand.[3]
- Als die Filmcrew die Szene mit dem zu teleportierenden Pavian drehte, erschrak dieser beim Blitzlicht, woraufhin es die Tür durchbrach und verstört durch das Studio rannte. Der Tiertrainer musste den Pavian einfangen und zur Ruhe bringen. Paviane haben enorme Körperkraft und lange kräftige Fangzähne, weshalb die Situation nicht ungefährlich war.
- Während der Dreharbeiten verliebte sich der Pavian, der den Namen Typhoon trug, in Script Supervisor Gillian Richardson und stellte ihr ständig nach.[3]
- In der Kneipen-Szene beim Armdrücken ist der Song Help Me von Bryan Ferry und Nile Rodgers zu hören.
- In Minute 12:17 bis 12:37 ist im Bücherregal oben rechts der Science-Fiction-Roman Contact von Carl Sagan zu sehen.
- In der Szene, in der sich die Reporterin Veronica Quaife im Büro ihres Vorgesetzten Stathis Borans über die Begegnung mit dem zerfallenden Brundle ausweint, erklärt der kaltherzige Borans: „Die Typhus-Mary war sicher auch ein sympathisches Mädchen, wenn man sich nicht gerade bei ihr ansteckte.“ Dabei bezieht er sich auf Mary Mallon, die als nicht erkrankte Trägerin von Typhus identifiziert wurde, als sogenannte Dauerausscheiderin.